# Ashley Callus
Ashley John Callus OAM (* 10. März 1979 in Brisbane, Queensland) ist ein australischer Schwimmer, der auf die kurzen Freistildistanzen spezialisiert ist. Sein Trainer ist Chris Urquhart.
Callus’ größter Erfolg war der Gewinn der Goldmedaille bei den Olympischen Spielen 2000 in Sydney mit der 4 × 100-m-Freistilstaffel. Die australische Staffel, bestehend aus Michael Klim, Chris Fydler, Callus und Ian Thorpe, gewann überraschend in neuer Weltrekordzeit gegen die favorisierten US-Amerikaner.
Zwei Jahre später bei den Kurzbahnweltmeisterschaften in Moskau erzielte Callus seinen größten Erfolg in einem Einzelrennen, als er über 100 m Freistil den ersten Platz belegte. Außerdem gewann er dort Silber mit der 4 × 100-m-Lagenstaffel. Bei den Kurzbahnweltmeisterschaften 2006 in Shanghai gewann er Gold mit der 4 × 100-m-Lagenstaffel.
Bei den Commonwealth Games 2002 in Manchester gewann er Gold in der 4 × 100-m-Freistilstaffel und Silber über 100 m Freistil. 2006 in Melbourne gewann er Silber mit der 4 × 100-m-Freistilstaffel.
Für seine Verdienste um den Sport als Goldmedaillengewinner bei den Olympischen Spielen 2000 in Sydney mit der Medaille des Order of Australia ausgezeichnet.